# Oceansize
Oceansize foi uma banda britânica de rock progressivo formada em Manchester, Inglaterra, em 1998. Tendo realizado turnê com bandas como The Cooper Temple Clause, Cave In, People In Planes, Aereogramme, Mclusky, Biffy Clyro, Porcupine Tree e Serafin, destacam-se na cena musical de Manchester, e uma recente popularidade internacional. As influências da banda variam em The Beach Boys, Black Sabbath, Can, Cardiacs, Jane's Addiction, Verve, Swervedriver, Tool e Tortoise. Alguns comparam o som da banda ao Pink Floyd, outra grande influência, assim como Mogwai e My Bloody Valentine.
Em 4 de dezembro de 2005 a banda anunciou que o baixista Jon Ellis estava saindo da banda, mas ainda contribuindo musicalmente. Em 28 de janeiro de 2006 o líder da banda Mike Vennart anunciou detalhes sobre o substituto de Ellis, conhecido somente como Steve.
Em 25 de fevereiro de 2011, a banda deixa uma mensagem no site oficial, dizendo que a banda se separara. Algo, aparentemente, sem motivos.

## Discografia

### Álbuns
- Effloresce (2003)
- Everyone Into Position (2005)
- Frames (2007)
- Self-Preserved While Bodies Float Up (2010)

### Singles e EPs
- Amputee EP (1999)
- Saturday Morning Breakfast Show (1999)
- A Very Still Movement EP (2001)
- Relapse EP (2002)
- One Day All This Could Be Yours (2003)
- Catalyst (2003)
- Remember Where You Are (2003)
- Catalyst (2003)
- Music For Nurses EP (2004)
- Heaven Alive (2005)
- New Pin (2006)

## Integrantes

### Formação atual
- Mike Vennart - guitarra e vocal
- Steve Durose - guitarra e vocal
- Gambler - guitarra e teclado
- Steve Hodson - baixo e teclado
- Mark Heron - bateria

### Ex-integrantes
- Jon Ellis - baixo e teclado